# Вартапетян Аматуні Семенович
Аматуні Симонович (Семенович) Аматуні (справжнє прізвище Вартапетян)(24 жовтня 1900 , Гянджа  — 28 липня 1938 , Розстрільний полігон «Комунарка» ) — перший секретар ЦК КП(б) Вірменії в 1936—1937 роках.

## Біографія
В 1908—1911 роках навчався у школі села Слов'янське Єлизаветпольської губернії, а в 1911—1920 роках — у чоловічій гімназії Гянджі.
У січні 1918 року пішов на Ерзерумський фронт, зарахований до 36-го Туркестанського стрілецького полку. Був поранений у першому ж бою. Наприкінці осені того ж року повернувся додому, щоб продовжити навчання у гімназії.
Член РСДРП(б) з червня 1919 року. З лютого до листопада 1920 обіймав посаду голови Гянджинського окружного комітету комсомолу, з грудня 1920 до червня 1921 року — секретаря Шамхорського повітового комітету комсомолу.
З червня 1921 до серпня 1923 року працював завідувачем агітвідділом, потім і секретарем ЦК комсомолу Вірменії. Із серпня 1923 до січня 1926 року працював завідувачем міськвідділом, секретарем Заккрайкому ВЛКСМ, звідки був направлений на навчання до інституту червоної професури, де навчався з 1926 до 1928 року.
З травня 1928 до грудня 1930 року обіймав посади завідувача агітпропвідділом ЦК КП(б) Вірменії, секретаря Єреванського повітового комітету КП(б)В, потім — секретаря ЦК КП(б)В.
З початку 1931 року — управляючий конторою «Союзм'ясо» Закавказзя; з січня 1932 до 1933 року — завідувач міськвідділом і секретар Заккрайкому ВКП(б). 1934 був призначений начальником політсектора Заккрайкомзему. У січні 1935 року — перший секретар Заккрайкому ВКП(б). Лаврентій Берія рекомендував його на посаду другого секретаря Бакинського комітету КП(б) Азербайджану.
У 1935-1936 роках — другий секретар, а у 1936-1937 — перший секретар ЦК КП(б) Вірменської РСР.
23 вересня 1937 року Пленум ЦК на заключному засіданні усунув Аматуні від посад, вивів зі складу членів ЦК та партії й передав його до рук НКВС.
Засуджений ВКВС СРСР 28 липня 1938 року за звинуваченням в участі у контрреволюційній терористичній організації.
Був репресований та розстріляний, реабілітований у березні 1977 року.